# Zosime major
Zosime major is een eenoogkreeftjessoort uit de familie van de Zosimeidae. De wetenschappelijke naam van de soort werd in 1919 voor het eerst geldig gepubliceerd door Georg Ossian Sars.